# بوبي براون (لاعب كرة قدم أمريكية)
بوبي براون (بالإنجليزية: Bobby Brown)‏ هو لاعب كرة قدم أمريكية أمريكي، ولد في 26 مارس 1977 في فورت لودرديل في الولايات المتحدة.

## وصلات خارجية
- بوبي براون على موقع مرجع كرة القدم المحترفة.كوم (الإنجليزية)
- بوبي براون على موقع JustSportsStats.com (الإنجليزية)
- بوبي براون على موقع كلية كرة القدم في سبورتس رفرنس.كوم (الإنجليزية)